# Ohenewa Akuffo
Ohenewa Akuffo (North York, 15 de febrero de 1979) es una deportista canadiense que compitió en lucha libre. Ganó dos medallas en el Campeonato Mundial de Lucha, plata en 2010 y bronce en 2008, y dos medallas de plata en los Juegos Panamericanos, en los años 2003 y 2007.

## Palmarés internacional
| Campeonato Mundial   | Campeonato Mundial              | Campeonato Mundial | Campeonato Mundial |
| Año                  | Lugar                           | Medalla            | Categoría          |
| -------------------- | ------------------------------- | ------------------ | ------------------ |
| 2008                 | Tokio (Japón)                   | Medalla de bronce  | 72 kg              |
| 2010                 | Moscú (Rusia)                   | Medalla de plata   | 72 kg              |
| Juegos Panamericanos |                                 |                    |                    |
| Año                  | Lugar                           | Medalla            | Categoría          |
| 2003                 | Santo Domingo (Rep. Dominicana) | Medalla de plata   | 72 kg              |
| 2007                 | Río de Janeiro (Brasil)         | Medalla de plata   | 72 kg              |